# Delphyre rubrocincta
Delphyre rubrocincta là một loài bướm đêm thuộc phân họ Arctiinae, họ Erebidae.